# Albrecht VII, von Mansfeld
Albrecht VII (també III i IV), comte de Mansfeld-Hinterort (nascut el 18 de juny de 1480 a Leipzig; † el 4 de març de 1560 a Neue Hütte a Leutenberg) va ser un noble alemany de la casa dels comtes de Mansfeld, que va ser important. més enllà del comtat de Mansfeld per la seva defensa de la Reforma.

## Biografia
El 1501, quan es va dividir l'herència, va rebre el castell de Mansfeld-Hinterort, el càrrec superior d'Eisleben, el càrrec inferior de Schraplau, el càrrec inferior de Mansfeld i Rammelburg. El 1525 esdevingué senyor d'Allstedt, el 1527 Rothenburg, i el 1537 senyor de l'ofici de Sittichenbach.
Es va casar amb la comtessa Anna von Honstein-Klettenberg (1490–1559), filla del comte Ernst IV von Honstein zu Lohra i Klettenberg (1440–1508) i de Felicitas von Beichlingen (1468–1500).
El 1511 va fer construir la nova ciutat d'Eisleben i la destinava a l'assentament de miners d'altres zones d'Alemanya. El 1514 va iniciar la construcció de l'església de Santa Anna i del monestir agustí de Santa Anna, que Martí Luter va visitar el 1516.
El 1525 va participar en la batalla de Frankenhausen contra els pagesos. El 1530 va ser signatari de la Confessio Augustana d'Augsburg.
El gener de 1546, Martin Luter probablement es va allotjar a la seva casa, l'Eisfelder Stadtpalais (Markt 56), que avui alberga l'hotel "Graf von Mansfeld". Luter va viatjar a la seva ciutat natal per resoldre les disputes sobre l'herència dels 22 fills del comte Ernst II de Mansfeld-Vorderort, que van morir el 1531. Va deixar de participar en les negociacions finals el 17 de febrer, afeblit pel viatge hivernal i patint una angina de pit; Tanmateix, les negociacions van acabar amb èxit. El reformador va morir el 18 de febrer, en presència d'Albrecht i la seva dona Anna.
A causa del seu compromís amb la Reforma, l'emperador Carles V el va posar sota prohibició imperial el 6 de maig de 1547. Per defensar el comtat a l'oest, Albrecht VII va començar la construcció de la fortalesa del Castell Nou prop de Braunschwende el 1546, però va haver de ser abandonat de nou després de l'atac de les tropes imperials el 1547. A la batalla de Drakenburg el 23 de maig de 1547, va dirigir les forces armades de la Lliga d'Esmalcalda amb 26 infants (uns 6.500 homes) i fins a 1.400 de cavalleria i 24 canons. Va utilitzar tàctiques per derrotar l'exèrcit imperial sota el duc Erich II de Brunswick. La prohibició imperial es va tornar a aixecar el 1552.
Va ser enterrat el 16 de març de 1560 a l'església de la ciutat de Mansfeld, la tomba va ser traslladada posteriorment a l'església del castell de Mansfeld.